# 阿萊格
阿萊格是毛里塔尼亞西南部的城市，也是卜拉克納省的首府，鄰近與塞內加爾接壤的邊界，由於位於乾旱的撒哈拉大沙漠中央，因此該市面臨著嚴重淡水和食水短缺的問題，全年平均降雨量為 203毫米，2000年人口12,898。